# Vassenden
Vassenden är en tätort i Sunnfjords kommun i Vestland fylke i västra Norge. Orten ligger vid Europaväg 39 och riksväg 5, vid västra änden av sjön Jølstravatnet, där denna har sitt utlopp i älven Jølstra. Här finns Vassendens kyrka.
Tidigare har orten tillhört dåvarande Jølsters kommun.

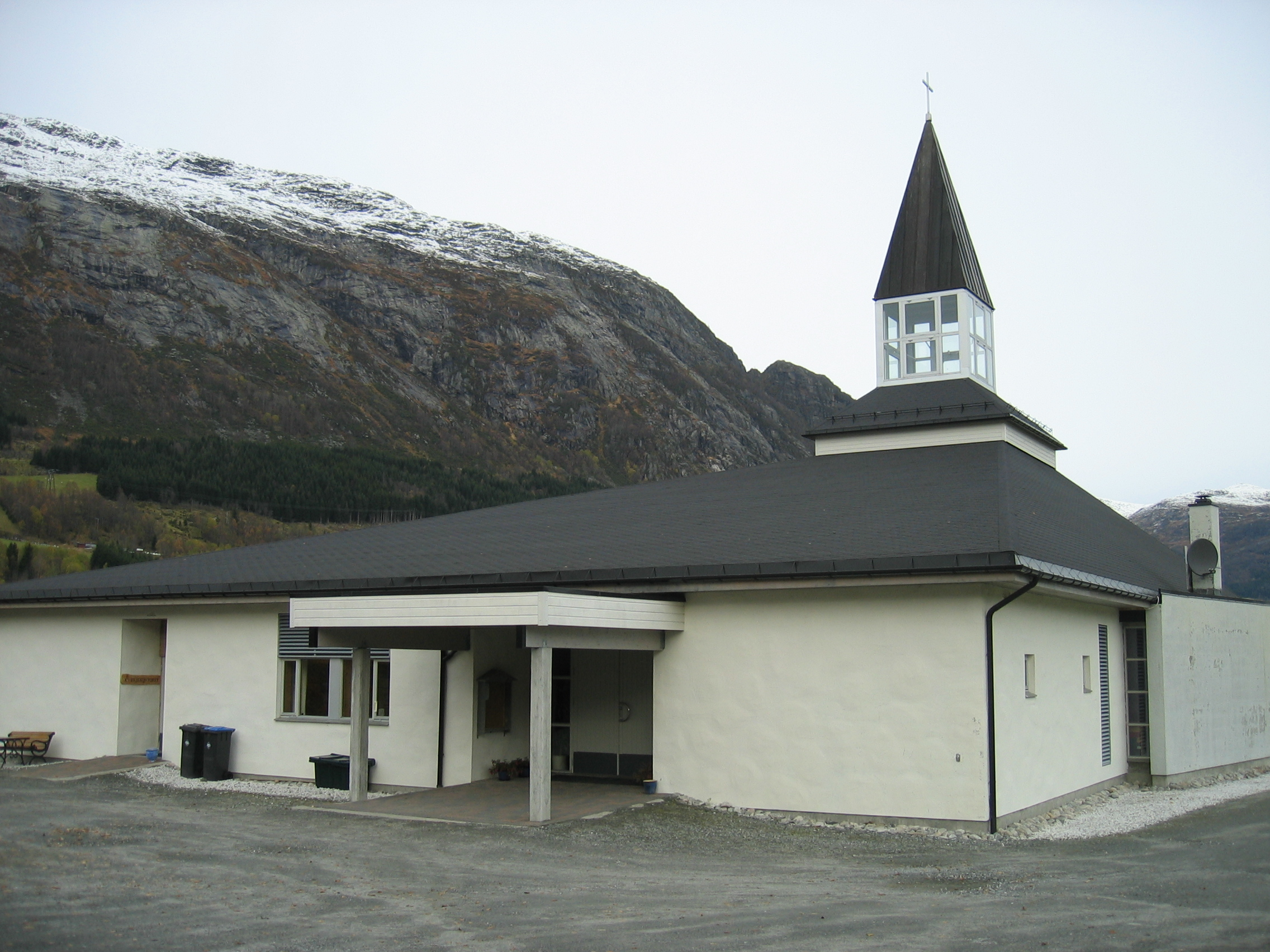
Vassendens kyrka.